# بعوضة منزلية شمالية
بعوضة المنازل أو البعوضة المنزلية الشمالية أو البعوضة المنزلية الشائعة أو بعوضة الكوليكس (الاسم العلمي:Culex pipiens)، هو نوع من الحشرات يتبع جنس البعوض من فصيلة البعوضيات، تتغذى على السكريات والرحيق ومعصورات الفواكه، وتتغذى إناثها على الدم، وتعتبر الناقل الرئيسي لبعض أنواع فيروس السحايا وتنتشر في العديد من دول العالم.

تشريح البعوضة المنزلية الشائعة